# Evangelische Kirche Sonneborn

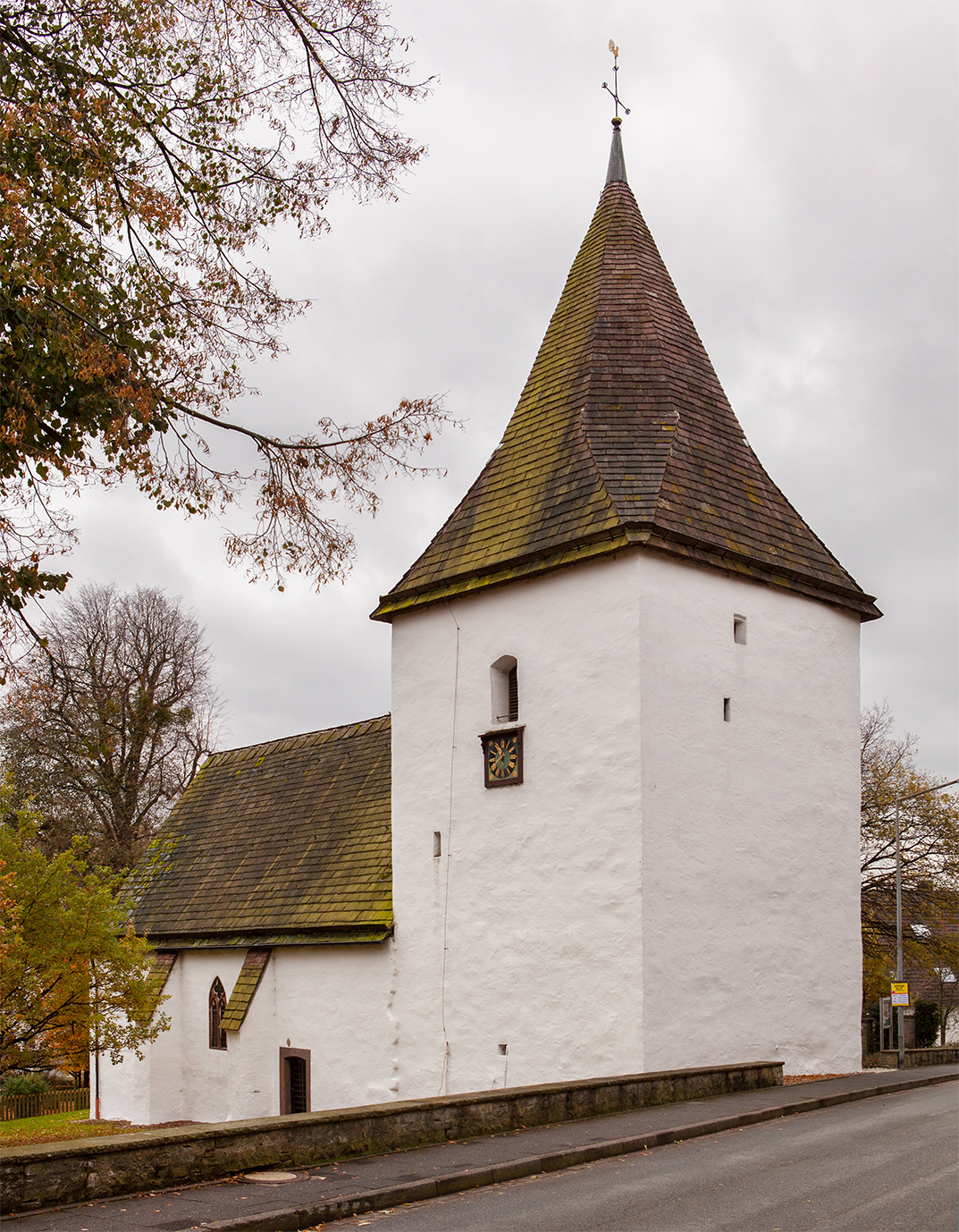
Evangelische Kirche Sonneborn

Die evangelische Pfarrkirche ist ein denkmalgeschütztes Kirchengebäude in Sonneborn, einem Ortsteil von Barntrup im Kreis Lippe in Nordrhein-Westfalen. Kirche und Gemeinde gehören zur evangelisch-reformierten Klasse Bösingfeld der Lippischen Landeskirche.

## Geschichte und Architektur
Die kleine Saalkirche von zwei Jochen wurde um 1300 errichtet. Der Rechteckchor ist so breit wie der Saal, der gedrungene massige Turm ist ebenfalls in Schiffsbreite gehalten. Das Äußere der Anlage ist schlicht. Die Herren von Kerssenbrock waren bis 1564 Patronatsherren der Kirche, ihr Wappen hängt über dem Südeingang. Die Wände sind durch Maßwerkfenster gegliedert. Auf niedrig angeordneten Konsolkappen ruht ein flachscheiteliges Tonnengewölbe mit Stichkappen, das den Innenraum überspannt. Der Chor ist vom Schiff durch einen Spitzbogen abgetrennt. In der Erdgeschosshalle des Turmes befindet sich ein Kuppelgewölbe.

## Ausstattung

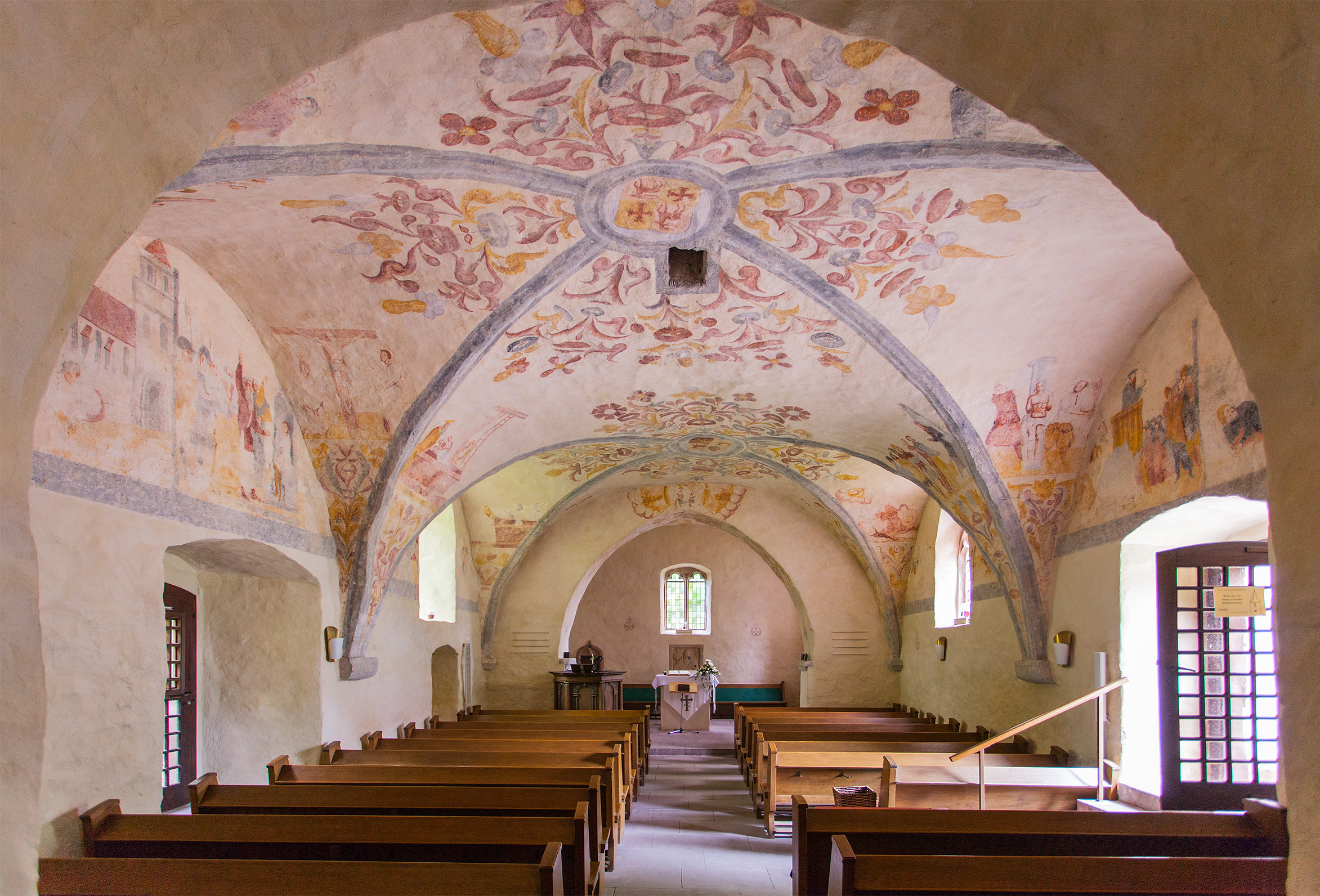
Innenraum der Evangelischen Kirche Sonneborn

### Bildprogramm
Bei einer Renovierung von 1953 bis 1954 wurde ein umfangreiches, in Westfalen einzigartiges, Bildprogramm aus der Reformationszeit, das nach 1564 entstanden ist, freigelegt. Es besteht aus drei Bilderzyklen. In den Gewölbezwickeln des Langhauses ist die Passion Christi dargestellt. An den Wänden des Schiffes sieht man, auf reformationszeitlichen Katechismusillustrationen beruhende Exempel zu den zehn Geboten. Die Zwickel des Chorgewölbes zeigen die Bitten des Vaterunsers. An der Ostseite des Chorbogens ist ein kleines Jüngstes Gericht zu sehen, in der Turmhalle der Riese Goliat und die Opferung Isaaks. Im September 2013 wurden die Wand- und Gewölbemalereien als Denkmal des Monats in Westfalen-Lippe ausgezeichnet.

### Sonstige Ausstattung
- Eine spätgotische Sakramentsnische mit Christuskopf
- In die Ostwand des Chores ist eine Grabplatte des Pfarrers Matthias Koch von 1604 eingelassen
- Eine Kanzel und eine Empore von der zweiten Hälfte des 17. Jahrhunderts
- Die Priorin Gertrud von Bega (1363 bis 1380) stiftete einen vergoldeten Kelch aus Silber[2]